# Vene genitali
Le vene genitali (o gonadiche) sono vasi venosi che trasportano il sangue refluo dalle gonadi maschili e femminili verso il cuore, come rami affluenti della vena cava inferiore.
Originano a livello delle gonadi dalla confluenza dei rami venosi che costituiscono il cosiddetto plesso pampiniforme. Inizialmente sono costituite da due vasi che circondano le arterie genitali, di cui seguono il decorso. Giunti in prossimità della vena cava, i due vasi confluiscono in un unico tronco che, a destra, sbocca nella vena cava inferiore, a sinistra nella vena renale sinistra.
Nei due sessi presentano nomi e decorsi differenti:
- nel maschio sono anche dette vene testicolari;
- nella femmina sono anche dette vene ovariche.

## Vene testicolari
Le vene testicolari, anche chiamate spermatiche interne, sono le equivalenti maschili delle vene ovariche, il loro ruolo è quello di trasportare il sangue deossigenato dai testicoli alla vena cava inferiore.
Originano dalla porzione posteriore del testicolo e dall'epididimo, questi rami si anastomizzeranno formando il plesso venoso pampiniforme. Generalmente in numero di 4 supereranno il canale inguinale e andranno a disporsi attorno all'arteria testicolare, dove si fonderanno a formare in totale due vene che seguiranno il decorso dell'arteria testicolare corrispondente.
La vena testicolare di destra andrà ad anastomizzarsi con la vena cava inferiore a livello della 2-3 vertebra lombare, invece la vena testicolare di sinistra andrà ad anastomizzarsi con la vena renale di sinistra a livello della prima vertebra lombare